# Diffus axonal skade
Diffuse axonal skade (DAI) er en hjerneskade hvor skader i form af ekstensive læsioner i hvid substans-tragter sker over et stort areal. DAI er en af de mest almindelig og ødelæggende typer af traumatisk hjerneskade, og er en stor årsag til bevidstløshed og vedvarende vegetativ tilstand efter voldsomme hovedtraumer. Det sker hos cirka halvdelen af alle voldsomme hovedtraumer og kan være den primære skade der sker ved hjernerystelse. Udfaldet er ofte koma, hvor mere end 90 % af alle patienter med voldsom DAI aldrig genvinder bevidsthed. Dem der vågner op forbliver ofte signifikant svækket.
DAI kan opstå i enhver sværhedsgrad fra meget mild eller moderat, til meget voldsom. Hjernerystelse kan være en mildere type af diffus axonal skade.